# Владимир Манчев
Владимир Манчев (болг. Владимир Манчев, нар. 6 жовтня 1977, Пазарджик) — болгарський футболіст, що грав на позиції нападника. По завершенні ігрової кар'єри — тренер.
Виступав, зокрема, за клуби ЦСКА (Софія), «Лілль» та «Леванте», а також національну збірну Болгарії, з якою був учасником Євро-2004.

## Клубна кар'єра
Вихованець клубу «Хебир» з рідного міста Пазарджик. 1996 року Владімір став гравцем клубу вищого дивізіону «Спартак» (Плевен), але закріпитись там не зумів, взявши участь лише у 4 матчах чемпіонату, через що протягом наступного сезону 1997/98 грав за нижчолігові команди «Янтра» (Габрово) та «Хебир» (Пазарджик).
Своєю грою за останню команду привернув увагу представника тренерського штабу клубу ЦСКА (Софія) Дімітар Пенева, до складу якого приєднався 1999 року. Відіграв за армійців з Софії наступні чотири сезони своєї ігрової кар'єри. Більшість часу, проведеного у складі софійського ЦСКА, був основним гравцем атакувальної ланки команди і одним з головних бомбардирів команди, маючи середню результативність на рівні 0,66 голу за гру першості і у останньому сезоні 2001/02 футболіст став найкращим бомбардиром чемпіонату Болгарії з 21 м'ячем. Втім незважаючи на високі індивідуалтні результати на командному рівні нападник лише одного разу став володарем Кубка Болгарії разом з софійським ЦСКА у 1999 році.
Влітку 2002 року він був проданий французькому «Ліллю» за 4,5 млн левів, у складі якого провів наступні два роки своєї кар'єри гравця. Граючи у складі «Лілля» також здебільшого виходив на поле в основному складі команди і у другому сезоні 2003/04 з 13 голами став найкращим бомбардиром команди.
Восени 2002 року Манчев уклав контракт з іспанським «Леванте», у складі якого 12 вересня дебютував у Прімері в грі проти «Расінга» і прогтягом усього сезону був основним гравцем. зігравши 31 матч і забивши 6 голів, втім команда зайняла 18 місце і вилетіла з елітного дивізіону. У другому дивізіоні Іспанії він допоміг «Леванте» з 3 місця повернутись в еліту, забивши 6 голів. Але там більше не зіграв, оскільки новий тренер валенсійців Лопес Каро не дав Манчеву жодного шансу, через що взимку гравця було віддано в оренду в клуб Сегунди «Реал Вальядолід» із складним завданням замінити зірку і головного бомбардира команди Хосеба Льоренте, який отримав травму. Манчеву це вдалося і забивши 6 голів у 17 матчах він допоміг клубу виграти другий дивізіон і вийти до Прімери. Але влітку 2007 року переговори про продовження контракту з «Вальядолідом» не принесли успіху, і він знову опинився у другому дивізіоні Іспанії, на цей раз у клубі «Сельта Віго», де на той час головним тренером працював його співвітчизник Хрісто Стоїчков. Перед тим Стоічков очолював збірну Болгарії і був добре знайомий із здібностями Манчева. Владімір поступово вливався в основний склад «Сельти», але Стоїчкова на посаді головного тренера змінив іспанець Хуан Рамон Лопес Каро. При ньому болгарські гравці Манчев та Петар Занєв, запрошені колишнім тренером уже не мали кредиту довіри, тому у січні 2008 року він повернувся в «Реал Вальядолід», в якому зіграв свої останні 5 матчів у іспанській Прімері.
22 жовтня 2008 року Манчев повернувся до ЦСКА і всього через три дні після повернення, 25 жовтня 2008 року, він допоміг своїй команді перемогти з рахунком 2:1 «Чорноморець» (Бургас) у домашній грі чемпіонату, забивши обидва голи. У наступному матчі Манчев залишив поле через травму на початку першого тайму в дербі «Левскі». Після відновлення він повернувся на поле в домашній грі проти «Літекса» в 14-му турі, який відбувся 23 листопада. ЦСКА виграв 2:0 і знову обидва голи забив Манчев. В останньому осінньому матчі 2008 року з «Локомотивом» (Мездра) Манчев отримав пошкодження колінних зв'язок, яке вивело його з ладу на дев'ять місяців, тобто до кінця сезону. В результаті у тому невдалому для себе сезоні гравець забив чотири м'ячі в чотирьох матчах і відзначився кількома результативними передачами. Незважаючи на важку травму і тривале відновлення 16 червня 2009 року гравцем було підписано новий контракт з ЦСКА, розрахований на два роки. 30 серпня 2009 року Манчев забив перший гол після травми, вийшовши на заміну. Втім цей гол став останнім у футболці «армійців» для Манчева, який так і не відновився на попередньому рівні.
Манчев повернувся до футболу в сезоні 2010/11 році, пройшовши передсезонну підготовку з командою «Академік» (Софія), але перед стартом першості отримав пропозицію від «Локомотива» (Софія) та підписав із «залізничниками» угоду на 3 роки, але 2012 року завершив ігрову кар'єру.

## Виступи за збірну
15 серпня 2001 року дебютував в офіційних матчах у складі національної збірної Болгарії в товариській грі проти Македонії (1:0).
У складі збірної був учасником чемпіонату Європи 2004 року у Португалії. На цьому турнірі болгари не набрали жодного очка і посіли останнє місце у своїй групі, а Манчев зіграв лише у одному матчі проти Італії (1:2), провівши усі 90 хвилин.
Всього протягом кар'єри у національній команді, яка тривала 7 років, провів у її формі 23 матчі, забивши 1 голи.

## Кар'єра тренера
У березні 2015 року Манчев був призначений помічником нового головного тренера ЦСКА (Софія) Галіна Іванова, з яким Манчев був партнером ще під час ігрової кар'єри у складі «армійців». Після звільнення Іванова Манчев залишився у команді і працював з наступними головними тренерами Любославом Пенєвим та Христо Яневим, а 17 вересня 2016 року став помічником Янева у «Нафтохіміку» (Бургас).
2018 року Манчев повернувся у ЦСКА (Софія), цього разу на посаду скаута.

## Титули і досягнення
- Володар Кубка Болгарії (1):

ЦСКА (Софія): 1998/99